# Golden rice
Golden rice (da. gyldne ris) er en gensplejset risart, som er blevet bioforstærket ved genmodifikation sådan, at den er meget rig på beta-caroten, et forstadie til vitamin A i forhold til almindelige hvide ris. Desuden er denne variant gul, hvilket har givet navnet "golden rice".
Denne risart blev udviklet til anvendelse i områder, hvor der er mangel på vitamin A.